# レコード・ストア・デイ
レコード・ストア・デイ（Record Store Day）は、2007年に発足した毎年恒例のイベントで、毎年4月の第3土曜日と11月のブラックフライデーに「個人が所有するレコード店の文化を祝う」ために開催される。この日は、世界中の音楽ファン、アーティスト、そして何千もの独立したレコード店が一緒に活動する。多くのレコードがレコード・ストア・デイのために特別にプレスされており、各国のリリース・リストとともに、イベントに参加している店舗にのみ配布される。
レコード・ストア・デイは、始まりの地であるアメリカに本部を設けている。公式主催者たちは、イギリス、アイルランド、メキシコ、ヨーロッパ、日本、オーストラリアで活動している。

## 背景

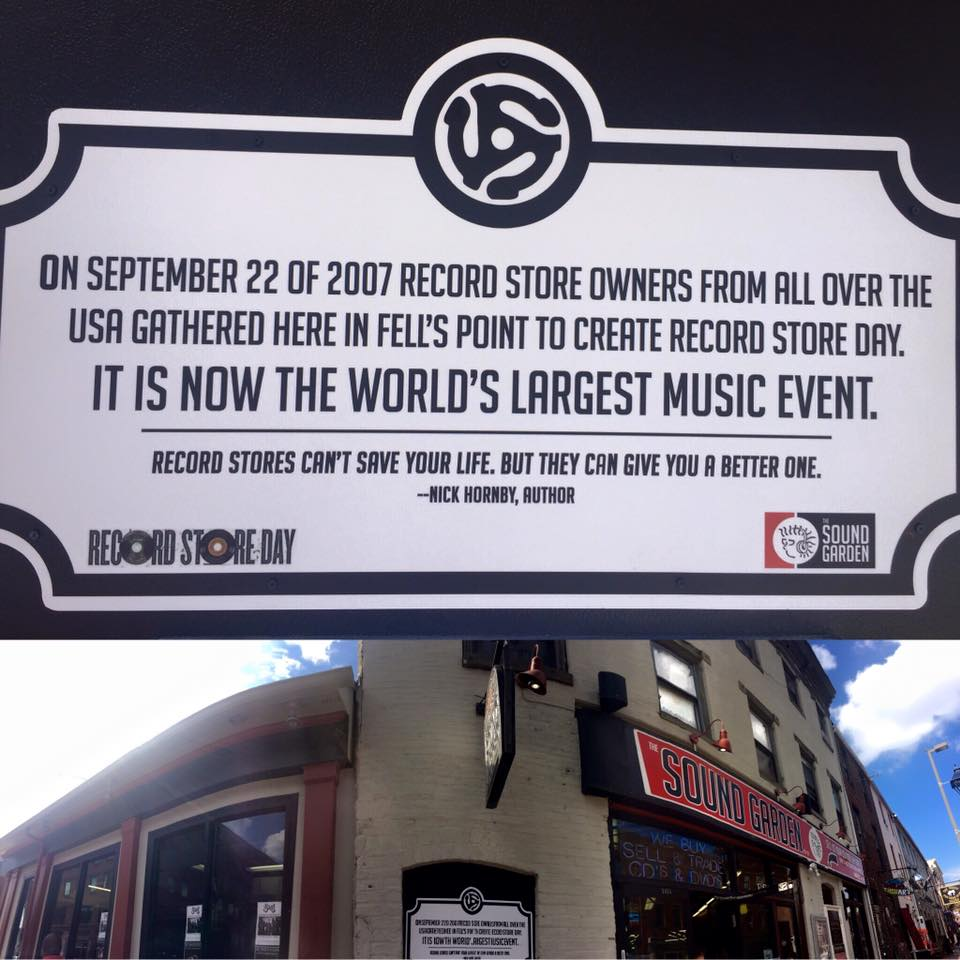
レコード・ストア・デイ創設を記念する盾

もともとは、ブルムース・ミュージックのクリス・ブラウンとクリミナル・レコードのエリック・レヴィンによるフリー・コミック・ブック・デイに似たイベントを作るというアイデアとして提案されたものだったが、レコード・ストア・デイのコンセプトは、メリーランド州ボルチモアにおける独立したレコード店オーナーたちによる会議でのブレイン・ストーミング・セッション中に作成された。レコード・ストア・デイは、2007年にエリック・レヴィン、マイケル・カーツ、キャリー・コリトン、エイミー・ドーフマン、ブライアン・ポーナー、ドン・ヴァン・クリーヴによって創設され、現在では世界中の店舗で祝われており、何百ものレコーディング作品、その日に参加している他のアーティストによる特別イベントへの出演、パフォーマンス、ファンとのミート・アンド・グリーティング、コミュニティ非営利団体のための資金集め、そして、特別なヴァイナル盤やCDのリリースを、この機会を記念する他のプロモーションの提供とともに行っている。
各店舗は、コミュニティの場であることを祝うため、その日のための独自イベントを開催する。レコード・ストア・デイは1年のうち決められた日にしか開催されないが、組織としてのレコード・ストア・デイは、年間を通じて店舗にプロモーション、マーケティング、その他の機会を提供し、ウェブサイト、ソーシャル・メディアを通じて、独立したレコード店の価値やその他の見解を広める手段を維持している。レコード・ストア・デイは、レコード・ストア部門、インディペンデント・ミュージック・ストア連合、インディペンデント・メディア・ストア・アライアンスによって日常的に管理されている。

## 影響
ユニバーサル・ミュージックのセールス・マネージャーであるマーク・フェイドハーブは、レコード・ストア・デイを独立系レコード店にとって「これまでに起こった中で最高の出来事」と表現している。2013年のイベントでは、アメリカのヴァイナル盤の売上高が最も高かったとされており、2014年版では、1991年にサウンドスキャン・システムが導入されて以来、独立した小売業者の物理的なアルバムの売上高の割合が最も高くなっている。2015年のリベラ賞で、アメリカ独立音楽協会はレコード・ストア・デイに「マーケットプレイス・アリー」賞を授与した。2016年のレコード・ストア・デイは、サウンドスキャンの導入以来、ヴァイナルLPフォーマットの売上で最大となる週を生み出した。
イギリスでは、このイベントは、カジュアルな音楽ファンではなくレコードコレクターに向けたものであり、レコード・プレス工場の能力を独占することによって提携していないレコードのリリースを遅らせたと批判されている。主要なレーベルはイベントのハイジャックとして非難されており、店舗が返品なしで購入する義務があるという方針が批判されており、限定リリース作品の多くは数時間以内に高値でオンラインにて再販されている。

## 年ごとのレコード・ストア・デイ

### 2008年
メタリカが2008年4月19日にカリフォルニア州マウンテンビューのラスプーチン・ミュージックでイベントを開いた。初年度には、デス・キャブ・フォー・キューティー、R.E.M.、スティーヴン・マルクマス、ヴァンパイア・ウィークエンド、ザ・ティーンエイジャーズ、ブラック・キッズ、ジェイソン・ムラーズを含む、約10作品のレコード・ストア・デイの特別盤リリースがあった。アメリカでは約300店舗がレコード・ストア・デイを開始した。
イングランドのシンガーソングライターであるビリー・ブラッグは、空港でレコード・ストア・デイの共同創設者マイケル・カーツと会い、特別なライブ出演によってイギリスのレコード・ストア・デイの開始を支援することに同意した。イギリスの店舗で最初に組織的に関与したのは、ピカデリー・レコード（マンチェスター）、ジャンボ・レコード（リーズ）、レジデント（ブライトン）、シスター・レイ（ロンドン）、ラフ・トレード（ロンドン）、ラプチャー（ウィットニー）、スピラーズ（ウェールズのカーディフ）、アヴァランチ・レコード（スコットランドのエジンバラとグラスゴー）であった。 

### 2009年
2009年4月18日土曜日に第2回レコード・ストア・デイが祝われ、スレイヤー、トム・ウェイツ、ボブ・ディラン、レナード・コーエン、アイアン・アンド・ワイン、ザ・ストゥージズ 、MC5、ウィルコ、ディスターブド、キルスウィッチ・エンゲイジ、エリカ・バドゥ、タリブ・クウェリ、イーグルス・オブ・デス・メタルによるものを含む約85作品の特別盤リリースと、約500のアーティストによるイベント出演があった。ウィルコは、テネシー州ノックスビルでの「Record Store Day @ the Disc Exchange」にサプライズ出演した。イーグルス・オブ・デス・メタルはライノ・レコードのイベントに登場した。ニューヨークのマイケル・ブルームバーグ市長がレコード・ストア・デイをニューヨーク全体のイベントとして公式に認め、『アメリカン・アイドル』の審査員がイベント前の『アメリカン・アイドル』のエピソードでレコード・ストア・デイを記念してお気に入りのレコードについて語り合ったことを発表した。レコード・ストア・デイのために作られた特別盤リリースの95％はアメリカ向けであった。しかし、このイベントは国際的に成長し始め、アメリカ、イギリス、アイルランド、日本、カナダ、イタリア、スウェーデン、ノルウェー、オランダ、ドイツの1,000を超えるレコード店が参加した。

### 2010年
2010年4月17日土曜日に第3回レコード・ストア・デイが開催された。このイベントの公式アンバサダーはジョシュ・オムが務めた。イベントの公式本は、グラハム・ジョーンズ著『Last Shop Standing: Whatever Happened to Record Shops?』であった。KCRWのゲイリー・カーラマーとフィル・ギャロは、独立したレコード店に関する自費出版の本『Record Store Days』をリリースした。この本には「www.recordstoreday.com」から提供されたアーティストたちの引用が使用され、レコード・ストア・デイに関する章がある。ニューヨーク市長のマイク・ブルームバーグとニューヨークは再びこの日を祝った。ラジオ番組『Anything Anything with Rich Russo』は、番組内で演奏している地元バンドのヴァイナル盤アルバムをリリースし、ニューヨークとニュージャージーのレコード店を訪れるバス・ツアーを企画した。数人のアーティストがイベントを記念してインストア・イベントに出演し、スマッシング・パンプキンズはカリフォルニア州ハリウッドのアメーバで開催されたレコード・ストア・デイ・コンサートでニュー・アルバムを宣伝した。特別出演を発表した他のアーティストには、フランク・ブラック、エクシーン・セルヴェンカ、アンジー・ストーン、ジェイソン・デルーロ、アリス・イン・チェインズ、マストドン、ジョシュ・リッター、HIM、スラッシュ、シック・パピーズ、ケア・ベアーズ・オン・ファイア、エミルー・ハリスがいた。若いアーティストたちは、全国の「Record Store Day: High School Battle of the Bands (高校生バンド・バトル)」コンテストで自分たちの才能を披露した。このコンテストでは、参加している独立したレコード店がそれぞれ地元の高校生バンドによって録音された楽曲を選んで、その音楽に触れられるようにした。フェンダー・コーポレーションの音楽プロデューサーや社員たちがパネラーとなって参加者を審査。9組のナショナル・セミ・ファイナリストが、受賞曲の限定盤となるコンピレーション・ヴァイナルLPに登場するため選ばれた。インディアナ州インディアナポリスからノミネートされ、レコード店のインディCDとヴァイナル盤によって大賞を受賞したバンド「SANUK」は、フェンダー・コーポレーションから音楽機材一式を授与され、ジャック・ポンティとケヴィン・シャーリーとのレコーディング・タイムを手にした。コンテストは、キャロライン・ディストリビューション、EMIレーベル・サービス、フェンダー、フェンダー・ミュージック・ファンデーションによって後援された。
バンド・バトル・コンテスト以外にも、参加しているレコード店の多くは、終日演奏するライブ・タレントのラインナップを持っていた。この2010年には、約1,400店舗の独立系レコード店が参加し、アメリカからは約1,000店舗に及んだ。レコード店の売り上げは、前年のレコード・ストア・デイに比べて41％増加し、前の土曜日の売り上げに比べても109％増加した。その年、イベントは『サタデー・ナイト・ライブ』で取り上げられた。同じ年の間、2010年11月26日に初となるブラックフライデー・レコード・ストア・デイも開催された。

### 2011年
2011年4月16日土曜日に第4回となる年次のレコード・ストア・デイが開催された。このイベントの公式アンバサダーはオジー・オズボーンが務めた。600人以上のアーティストが店内でこのイベントを祝い、この種の音楽イベントとしては世界最大のものとなった。インストア・イベントに参加したアーティストには、ビースティ・ボーイズ、フー・ファイターズ、デュラン・デュラン、マイ・ケミカル・ロマンス、ウィズ・カリファ、トッド・ラングレン、アンヴィル、デル・マックーリー・アンド・ニューオーリンズ・プリザベーション・ホール・ジャズ・バンド、レジーナ・スペクター、ジャック・ホワイト、ジェリー・リー・ルイス、The dB's、ザ・レヴォネッツ、TV オン・ザ・レディオ、フライトゥンド・ラビット、デフトーンズ、チャックD、ザ・ビーチ・ボーイズのアル・ジャーディン、ザ・ロンリー・アイランド、ジョシュ・グローバンがいる。その年のリリースのほとんどは、世界中で300から7,000部に制限されていた。『ビルボード』誌によると、レコード・ストア・デイが開催された週の販売数182,000の増加は、イベント自体の成功に直接起因していた。イベントの公式映画は、ティーズサイドの最後のレコード店であるストックトン＝オン＝ティーズの「サウンド・イット・アウト・レコード・ストア」について記録した、ジーニー・フィンレイ監督の長編ドキュメンタリー『Sound It Out』であった。この映画はサウス・バイ・サウスウエストで批評家の称賛を得てプレミア上映され、シェフィールド国際ドキュメンタリー映画祭とエディンバラ国際映画祭でもまたプレミア上映された。この年は、2011年11月25日に二度目のブラックフライデー・レコード・ストア・デイも開催された。さらに、このレコード・ストア・デイでは、ニュー・オーダーの1981年のデビュー・シングル「Ceremony」の12インチ限定ヴァイナル盤での再発が行われた。そのB面には「In a Lonely Place」だけでなく、ニュー・オーダーの前身であるジョイ・ディヴィジョンによるこの2曲のオリジナルである1980年のデモ音源も収録されている。この特定リリースは、その年の初めに回収された「In a Lonely Place」を、ジョイ・ディヴィジョンによるフルでレコーディングされた最初の公式リリースとして記録した重要なものとなった。

### 2012年
2012年4月21日土曜日に第5回レコード・ストア・デイが開催された。このイベントの公式アンバサダーはイギー・ポップが務めた。その日は400以上に及ぶ、さまざまなリリースが行われた。2012年のレコード・ストア・デイに合わせて、イングランドの公式チャート・カンパニーは、独立したレコード店からの売り上げのみに基づいた毎週の音楽チャートである「公式レコード・ストア・チャート」を立ち上げた。このチャートは、2012年4月20日、レコード・ストア・デイ2012の前夜に初めて発表された。CBCラジオの番組『Day 6』は、もやっとしたヴァイナル盤をトラック・ダウンする技術と成功についてのパネル・ディスカッションを主催した。

### 2013年
4月20日に開催された2013年版に先立ち、レコード・ストア・デイの共同創設者であるマイケル・カーツは、フランス政府からレコード・ストア・デイにおける彼の業績に対して芸術文化勲章を授与された。公式アンバサダーは、ザ・ホワイト・ストライプスで知られ、サード・マン・レコードの創設者でもあったジャック・ホワイトが務めた。ザ・ホワイト・ストライプスのアルバム『エレファント』は、バンドのイメージ・カラーである3色の配色となる黒&赤のカラーディスク1枚と白のディスク1枚で構成される10周年記念2枚組LP限定盤として再発された。
ボーズ・オブ・カナダは、彼らの待望のアルバム『Tomorrow's Harvest』の販売にあたり、新しいレコードがニューヨークのレコード店に置かれたときのヴァイラル・マーケティング・キャンペーンを開始するのにレコード・ストア・デイ2013を利用した。このレコードはeBayで5,700ドルで売られたとされているが、購入者は詐欺に終わった。その後、非公開の金額で非公開のオークションで販売された。

### 2014年

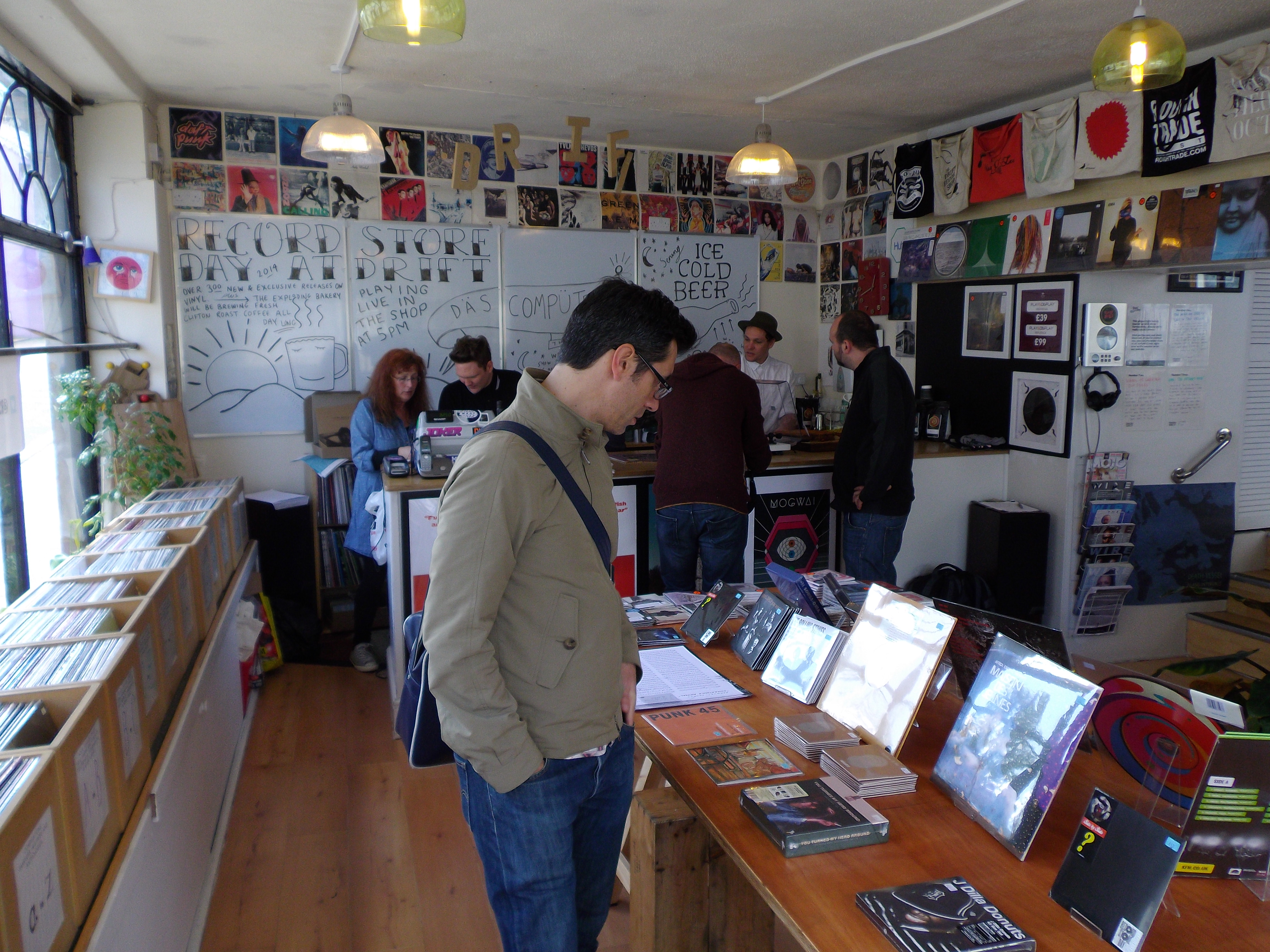
イングランド・トットネスのドリフト・レコードでの2014年レコード・ストア・デイの様子

2014年4月19日にレコード・ストア・デイ2014が開催された。この年のアンバサダーはチャックDが務めた。イギリスでの独占リリースにはリトル・リチャードとコールドプレイが含まれ、アメリカでは、チャーチズ、サウンドガーデン、ジョーン・ジェット、ヤードバーズ、ティアーズ・フォー・フィアーズ、デス・グリップス、ケイジ・ジ・エレファントが含まれていた。

### 2015年
2015年4月18日にレコード・ストア・デイ2015が開催された。このイベントのアンバサダーはデイヴ・グロールが務めた。イギリスでの独占リリースには、ニール・ヘフティとフィル・コリンズが、そしてアメリカでは、エコースミス、ザ・ホワイト・ストライプス、トゥエンティ・ワン・パイロッツ、ビージーズ、フー・ファイターズ、バズコックス、イン・ディス・モーメントが含まれていた。

### 2016年
2016年4月16日にレコード・ストア・デイ2016が開催された。最初のレコード・ストア・デイでインストア・イベントに登場したメタリカが、この年初めてアンバサダーを務め、パリのバタクランにてライブ録音されたアルバムでこの機会を祝った。なお、この時に集められた全額が、前年11月の同会場で起きたテロ攻撃による犠牲者に送られている。バンドはまた、イベントに合わせて最初の2枚のアルバム『キル・エム・オール』と『ライド・ザ・ライトニング』を再発した。独占リリースには、デヴィッド・ボウイ、ボブ・ディラン、ジョニー・キャッシュ、マドンナ、ジェラルド・ウェイ、パティ・スミス、デフトーンズ、フランク・ザッパ、ドアーズのアルバムが含まれていた。
覚書：歌手のプリンスはレコード・ストア・デイのため、ミネアポリスのエレクトリック・フィータスで彼の最後の公の目撃情報の1つになるはずだったものを作った。それは、プリンスの買い物客が、生涯で最後となるCDを購入するカウンターでの姿を撮影したものだった。プリンスはその5日後にスタジオ兼自宅で偶発的なフェンタニルの過剰摂取によって亡くなった。警察の捜査チームは、彼が亡くなった日に、エレクトリック・フィータスで購入したCDの山を含め、彼の財産の広範にわたる写真を撮影した。

### 2017年
2017年4月22日土曜日にレコード・ストア・デイ2017が開催された。このイベントのアンバサダーはセイント・ヴィンセントが務め、レコード・ストア・デイ初の女性アンバサダーとなった。独立系レコード店における10回目の祝祭を迎えたことになる。珍しいこととして、アメリカでの特別リリースにクラシックのタイトルが含まれていた。1967年にワーナー・クラシックが発売したショスタコーヴィチのチェロ協奏曲第2番の録音で、ソビエト連邦のレントゲニズダットのスタイルでプレスされた。ブランディ・クラークによる『Live from Los Angeles』は、この年にリリースされた1作であった。

### 2018年
2018年4月21日土曜日にレコード・ストア・デイ2018が開催された。これを祝うため、アラームはロンドン、ニューヨーク、ロサンゼルスの店舗をその日を通じて訪問した。特別リリースには、プリンス、エラ・フィッツジェラルド、ブルース・スプリングスティーンらのアルバムが含まれていた。BBCは、新たなゲートフォードのアートワークを使用して、テレビドラマ『ドクター・フー』における「The Tomb of the Cybermen」「City of Death」を収録した2枚のフルキャスト・テレビ・サウンドトラック盤をリリースした。この年のイベントのアンバサダーはラン・ザ・ジュエルズが務めた。

### 2019年
2019年のレコード・ストア・デイは、4月13日に開催された。パール・ジャムがアンバサダーを務め、彼らのアルバム『MTV Unplugged』がこれを祝した限定リリースとなった。特別リリースには、半透明でフォレストグリーンのヴァイナル盤として2011年以来初めてとなるゴリラズの4枚目のアルバム『ザ・フォール』の再発、『ボヘミアン・ラプソディ (オリジナル・サウンドトラック)』のピクチャーディスク、KTタンストールのEP『Extra Wax』、ピーター・ガブリエルの映画使用曲集『Rated PG』のピクチャーディスク、J・J・ケイルの没後に発表されたアルバム『Stay Around』からの最初のシングル「Chasing You」、グリーン・デイの25周年ライブ・パフォーマンスを収めた『Live! Woodstock 1994』、R.E.M.による1991年の『Live at the Borderline 1991』、ジョン・レノンの『イマジン (ロウ・スタジオ・ミックス)』、その他のタイトルが含まれていた。2019年のレコード・ストア・デイ限定商品には、デス・グリップスのEP『Steroids (Crouching Tiger Hidden Gabber Megamix)』の再発、ロビンの『Body Talk』、アレサ・フランクリンの『The Atlantic Singles 1967』、その他のタイトルもあった。また、レコード・ストア・デイのブラックフライデーは11月29日に行われた。

### 2020年
レコード・ストア・デイ2020は、4月18日に開催される予定だったが、COVID-19パンデミックのため6月20日に延期された。4月29日になると、レコード・ストア・デイは再び延期され、RSDドロップスと呼ばれる3つの日付（8月29日、9月26日、10月24日）にまたがることが発表された。4番目の日付となるRSDブラックフライデーは11月27日となった。計画されたリリースには、ポール・マッカートニーのデビュー・ソロ・アルバム『マッカートニー』の限定盤、ハーフ・スピード・マスター・ヴァイナル・プレスの50周年記念特別リリースが含まれている。

### 2021年
レコード・ストア・デイ2021は、RSDドロップスとして、6月12日と7月17日の2つの日付で開催され、フレッド・アーミセンがアンバサダーを務めた。